# Данди (Минесота)
Данди (енгл. Dundee) град је у америчкој савезној држави Минесота.

## Демографија
По попису из 2010. године број становника је 68, што је 34 (-33,3%) становника мање него 2000. године.
| Група             | 2000.        | 2010.       |
| Белци             | 102 (100,0%) | 68 (100,0%) |
| Афроамериканци    | 0 (0,0%)     | 0 (0,0%)    |
| Азијати           | 0 (0,0%)     | 0 (0,0%)    |
| Хиспаноамериканци | 0 (0,0%)     | 0 (0,0%)    |
| Укупно            | 102          | 68          |